# Ceinture du Limpopo

Cratons d'Afrique australe.

La ceinture du Limpopo est une ceinture orogénique précambrienne située en Afrique du Sud et au Zimbabwe ; elle est orientée E-NE et est bordée par le craton du Kaapvaal au sud et le craton du Zimbabwe au nord. La ceinture est faite de roches métamorphisées à haute température ; elle a subi un long cycle de métamorphisme et de déformations qui cessa il y a deux milliards d'années, après la stabilisation des massifs adjacents. La ceinture comprend trois composantes : la zone centrale, la zone marginale nord et la zone marginale sud.

## Description
La ceinture, large de 250 km est une zone, orientée E-NE, de tectonites de faciès granulite qui sépare les terranes de diorite des cratons du Kaapvaal et du Zimbabwe. Une large zone de cisaillement ductile fait partie de la ceinture du Limpopo. Ces cisaillements définissent les frontières entre la ceinture et les cratons adjacents et séparent les zones au sein de la ceinture. Les zones de cisaillement forment les marges externes de la ceinture et sont considérées comme un soulèvement épaissi de la croûte.
L'évolution crustale de la zone centrale peut être divisée en trois périodes : 3,2-2,9 Ga, 2,6 Ga et 2 Ga. Les deux premières sont caractérisées par une activité magmatique intense conduisant la suite archéenne dite TTG (Tonalite-Trondhjémite-Granodiorite) que l'on retrouve dans le gneiss de la Sand River ou dans l'intrusion de granite de Bulai. L'événement du Paléoprotérozoïque a lieu dans des conditions de métamorphisme de haute température durant lequel une fusion partielle crée une grande quantité de magma granitique.
La zone centrale de la ceinture du Limpopo montre des reliques d'un métamorphisme de haute température datant du Néoarchéen. Dans les zones marginales nord et sud, respectivement au contact des cratons du Zimbabwe et du Kaapvaal, le dernier épisode métamorphique de haute température date de l'Archéen tardif. Les témoins géologiques de la zone centrale, datant de 2,55 Ga, montrent d'abord une forte élévation de leur température, avec une faible élévation des conditions de pression, suivie d'un épisode de stabilisation thermique, puis de refroidissement, contemporain d'une plus grande élévation de la pression. Dans la zone marginale nord, une refusion crustale et une intrusion de magmas charnoenderbitiques continuèrent à 2,58 Ga, créant des trajets P-T anti-horaires[Quoi ?]. À l’inverse, la zone marginale sud est constituée de granulites formées à moyenne ou haute pression qui subirent une évolution P-T en sens horaire vers 2,69 Ga, suivie d'une décompression et d'un refroidissement isobarique. Dans le craton du Kaapvaal, la tectonique a eu lieu dans un contexte de faciès amphibolite vers 2,69 Ga et ne peut donc pas être reliée à celle de la ceinture du Limpopo. Les unités tectoniques ont donc des histoires tecto-métamorphiques différentes à l'Archéen tardif. Les oligo-éléments, ainsi que les caractéristiques des isotopes de plomb (Pb) et de néodyme (Nd) de la zone marginale sud, sont similaires à ceux du craton du Kaapvaal, avec des concentrations basses en thorium (Th) et uranium (U), aux alentours de 2 et 0,7 ppm. La faible concentration en uranium de la zone marginale n'est pas consécutive à un métamorphisme à haute température. La zone marginale nord, avec de hautes concentrations en thorium et uranium (10,8 et 2.5 ppm) et la présence de plomb radiogénique, ressemble plus au craton du Zimbabwe adjacent. Les différences, à l'Archéen tardif, entre la tectonique de la zone marginale nord d'une part et, d'autre part, celles de la zone marginale sud et du craton du Kaapvaal, sont les conséquences possibles de la différence de quantité de thorium et d'uranium qu'elles recelaient.
« Le granite de Mahalapye dans l'extrême ouest de la zone centrale est une intrusion post-tectonique qui s'est cristallisée vers 2,023 Ga. Cela suggère que les âges de 2,0 Ga trouvés pour la partie est de la zone centrale correspondent à un métamorphisme durant la période archéenne plutôt qu'à une collision entre le craton du Kaapvaal et celui du Zimbabwe, comme cela avait précédemment été suggéré
,

. »

## Citation
1. ↑  (en) « The Mahalapye granite in the extreme western part of the Central Zone is a post-tectonic intrusion that crystallized at 2.023 Ga. This suggests that mineral ages of ca 2.0 Ga from the eastern part of the Central Zone date metamorphism during reworking of Archaean age shear zones rather than a collision between the Kaapvaal and Zimbabwe cratons as has been earlier suggested.
 »